# Вартенберг, Франц Вильгельм фон
Имперский граф Франц Вильгельм фон Вартенберг (нем. Franz Wilhelm von Wartenberg; 16 декабря 1593, Мюнхен, герцогство Бавария, Священная Римская империя —  1 декабря 1661, Регенсбург, Регенсбургское епископство, Священная Римская империя) — немецкий кардинал и имперский князь. Князь-епископ Оснабрюка с 27 января 1627 по 1 декабря 1661. Князь-епископ Вердена с 26 июня 1630 по 24 октября 1648. Князь-епископ Миндена с 1 января 1633 по 24 октября 1648. Апостольский викарий Бремена с 4 мая 1645 по 1 декабря 1661. Князь-епископ Регенсбурга с 12 апреля 1649 по 1 декабря 1661. Кардинал-священник с 5 апреля 1660.